# Паисий (Теодореску)
Епи́скоп Паи́сий (рум. Episcop Paisie, в миру Себастья́н Теодоре́ску, рум. Sebastian Teodorescu; 12 апреля 1972, Пойени, жудец Яссы) — архиерей Румынской православной церкви, епископ Синаитский (с 2023), викарий патриарха Румынского.

## Биография
С 1994 по 1998 год обучался на факультета православного богословия им. Думитру Станилоаэ Университета им. Ал. И. Кузы в Яссах, который окончил со степенью лиценциата за сочинение «Святая Литургия по Николаю Кавасиле. Литургические и духовные аспекты» («Sfânta Liturghie la Nicolae Cabasila. Aspecte liturgice și duhovnicești»). Поступил в Монастырь Нямц.
5 декабря 1998 года был пострижен в монашество с именем Паисий архимандритом Климентом (Хараламом), Экзархом монастырей Ясской архиепископии, с благословения митрополита Молдавского и Буковинского Даниила (Чоботи). 1 января 1999 года в кафедральном соборе города Яссы был рукоположен во иеродиакона митрополитом Даниилом. 30 января 1999 года в кафедральном соборе города Яссы там же иерархом был рукоположен во иеромонаха. 25 декабря 2000 года в кафедральном соборе города Яссы там же иерархом был возведён в сан протосинкелла.
С 2001 по 2003 года обучался в магистратуре факультета православного богословия им. Думитру Станилоаэ Университета им. Ал. И. Кузы, который окончил со степенью магистра богословия за диссертацию «Учение о Богородице в литургических гимнах миней» («Învățătura despre Maica Domnului în imnele liturgice ale Mineielor»). С августа по декабрь 2003 года обучался на курсах английского языка в Воскресенской общине в Мирфилде, Англия.
С 2011 по 2017 год обучался на факультет православного богословия им. Патриарха Юстиниана Бухарестского университета, который окончил со степенью доктора богословия за диссертацию «Патриаршая резиденция — история, искусство и миссия» («Reședința Patriarhală — Istorie, Artă și Misiune»)
4 июля 2023 года решением Священного Синода Румынской православной церкви избран викария Патриарха Румынского с титулом «Синатийский».
20 июля 2023 года в Патриаршем соборе состоялась его архиерейская хиротония, которую совершили: Патриарх Румынский Даниил, архиепископ Нижнедунайский Кассиан (Крэчун), епископ Дакии Феликс Иероним (Крецу), епископ Североевропейский Макарий (Дрэгой), епископ Плоештский Варлаам (Мертикарю), епископ Праховский Тимофей (Айоаней), епископ Кришанский Емилиан (Ника).